# Richard Neudecker (Fußballspieler)
Richard Neudecker (* 29. Oktober 1996 in Altötting) ist ein deutscher Fußballspieler. Der Mittelfeldspieler steht seit der Saison 2022/23 beim 1. FC Saarbrücken unter Vertrag.

## Karriere

### Jugend
Seine Jugend verbrachte Neudecker bei seinem Heimatverein TSV Buchbach, bis er sich Wacker Burghausen anschloss, wo er bis zum Jahresende 2009 blieb. Nachdem er im Anschluss aufgrund der geringeren Entfernung zu seinem Heimatort für ein halbes Jahr beim TSV Ampfing gespielt hatte, trat er im Sommer 2010 in das Nachwuchsleistungszentrum des TSV 1860 München ein. Dort bekam er einen Platz im Jugendinternat und durchlief ab der U14 alle Mannschaften des NLZ. 2012 wurde er erst in die Auswahl des BFV berufen, und vier Wochen darauf erstmals für eine nationale Juniorenauswahl nominiert. Für die deutsche U16 gab er am 22. Mai 2012 gegen Dänemark sein Debüt im Dress des DFB. Noch im selben Jahr kam er gegen Kroatien und die Slowakei zu zwei Einsätzen für die deutsche U17. 2012/13 gehörte er zur Stammbesetzung der Junglöwen in der B-Junioren-Bundesliga, er bestritt 25 der 26 Spiele und schoss sechs Tore. 2013 rückte er in die U19 der Sechzger auf und kam 2013/14 auf 24 Spiele und fünf Tore in der A-Junioren-Bundesliga. Im November 2013 bestritt er drei Partien für die U18-Nationalmannschaft. Er verließ das Städtische Theodolinden-Gymnasium nach der 11. Klasse, um sich auf seine Profifußballkarriere konzentrieren zu können.
Zu Beginn der Saison 2014/15 wurde Neudecker sowohl in den Kader der ersten als auch der zweiten Mannschaft der Münchner Löwen berufen. Er erhielt einen Zweijahresvertrag. Im November 2014 lief er in drei Spielen für die deutsche U19-Nationalmannschaft auf, hierbei schoss er am 15. November gegen Griechenland auch sein erstes und einziges Tor für eine nationale Auswahlmannschaft. Im Verein pendelte Neudecker in dieser Saison zwischen der U19 und der U21 in der Regionalliga Bayern. Neben 16 Einsätzen und neun Toren in der U19-Bundesliga bestritt er für die zweite Mannschaft 20 Partien, in denen er sechs Treffer erzielte.

### Anfänge im Erwachsenenfußball
Nachdem er die Vorbereitung auf die neue Spielzeit 2015/16 mit der Profimannschaft bestritten hatte, gehörte er am ersten Spieltag auch zum 18er-Kader, wurde aber nicht eingewechselt. Ebenso blieb es in der ersten Runde des DFB-Pokals beim Platz auf der Auswechselbank. Im Anschluss kam er noch fünfmal für die U21 in der Regionalliga zum Einsatz, ab Mitte September gehörte Neudecker schließlich dauerhaft zum Aufgebot der Zweitligamannschaft. Sein Debüt für die Profis gab er in der Startelf am 27. Oktober in der zweiten Pokalrunde beim 2:1-Auswärtssieg gegen den 1. FSV Mainz 05. Vier Tage später kam er beim 1:0-Heimsieg über den MSV Duisburg zu seinem ersten Einsatz in der 2. Bundesliga. Bis zur Winterpause bestritt er neben dem Pokal-Achtelfinale fünf der noch sechs ausstehenden Zweitligapartien, zumeist auf der Position des linken Verteidigers. Einmal fehlte er aufgrund einer Gelb-Rot-Sperre. In der Rückrunde kam er zu keinem weiteren Einsatz mehr, er fiel für den Rest der Spielzeit wegen einer Schambeinentzündung aus.

### Wechsel zu St. Pauli

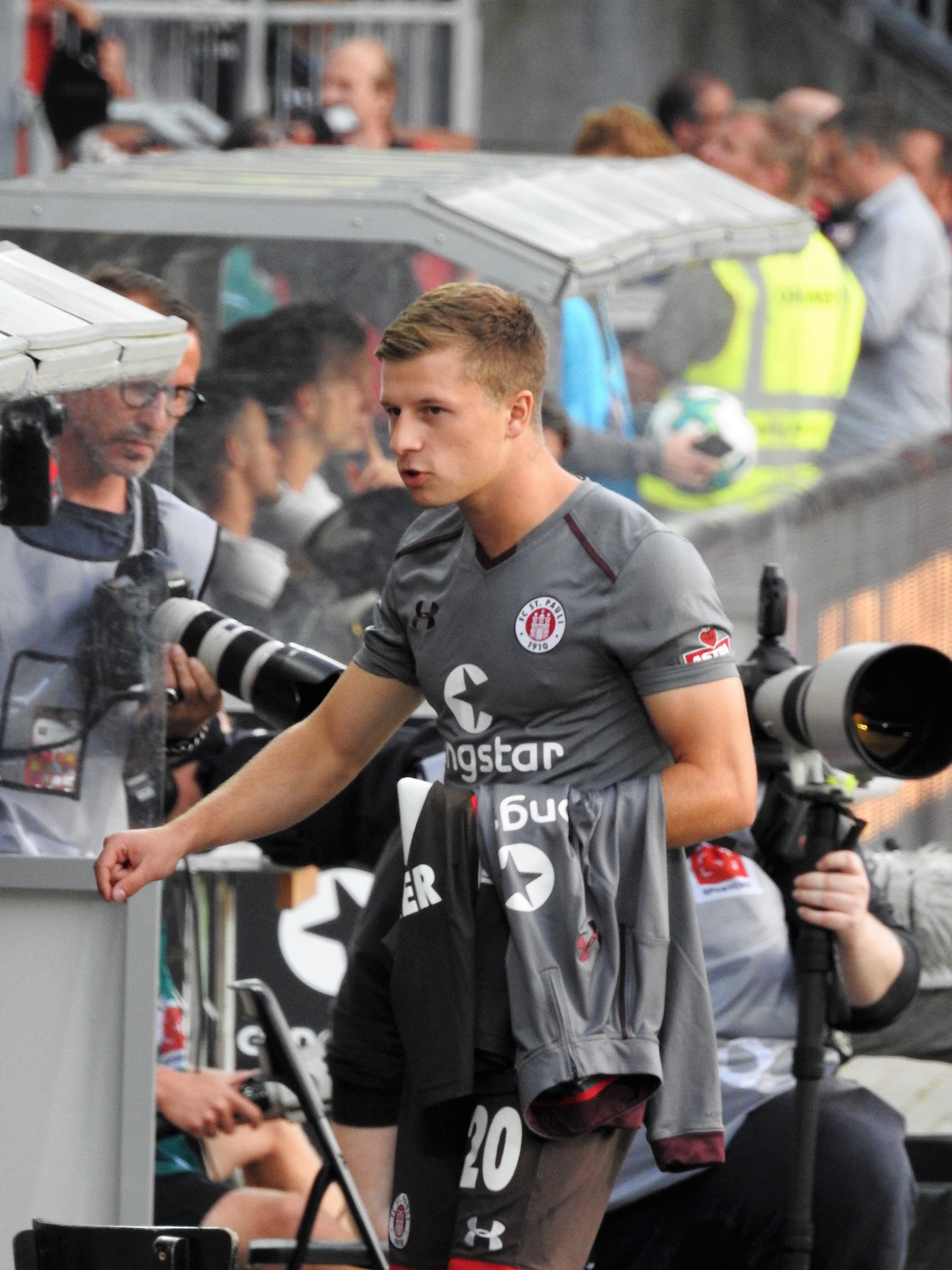
Neudecker im Jahr 2017

Zur Saison 2016/17 wechselte er für drei Jahre zum FC St. Pauli. Bis Ende September 2016 konnte wegen der Schambeinentzündung nicht eingesetzt werden. Ab Oktober kam er für die zweite Mannschaft zum Einsatz, er bestritt in der Regionalliga Nord in der Spielzeit 2016/17 insgesamt 16 Spiele, in denen er fünf Tore schoss. Am 31. Oktober war er erstmals für die erste Mannschaft St. Paulis in der 2. Bundesliga zum Einsatz gekommen, es folgten bis Februar 2017 sechs weitere Spiele für die Mannschaft, die seit dem 8. Spieltag auf dem letzten Tabellenplatz stand. Das Frühjahr 2017 verbrachte Neudecker hauptsächlich bei der zweiten Mannschaft, erst am letzten Spieltag lief er noch einmal für das Zweitligateam auf, das in der Abschlusstabelle noch den 7. Platz erreichte.
2017/18 war Neudecker fester Bestandteil im Mittelfeld des Zweitligakaders, fiel aber im Herbst erneut aus, dieses Mal aufgrund einer Sprunggelenksverletzung. Im Frühjahr 2018 bestritt er dann alle Spiele, insgesamt kam er in dieser Saison auf 20 Zweitligapartien und vier Tore. Im Sommer und Herbst 2017 war er auch noch viermal für die Regionalligamannschaft zum Einsatz gekommen.
Er bestritt 13 der ersten 14 Partien der folgenden Spielzeit 2018/19, bis er erneut mit einer Verletzung des Sprunggelenks ausfiel. Bis Saisonende kam er noch dreimal zum Einsatz, oft hatte er aber mit Sprunggelenksproblemen zu kämpfen. Sein Vertrag lief am 30. Juli 2019 aus und wurde nicht verlängert.

### Eine Saison in den Niederlanden
Zur Saison 2019/20 wechselte der Mittelfeldspieler in die niederländische Eredivisie zur VVV-Venlo. Sein Vertrag lief ursprünglich bis zum 30. Juli 2022. In den ersten 16 Saisonspielen wurde er 15-mal eingesetzt, danach wurde er nur noch einmal eingewechselt, bis die Saison aufgrund der COVID-19-Pandemie zuerst unter- und schließlich abgebrochen wurde. Er wurde auch im einzigen Pokalspiel der Saison eingesetzt und spielte fünfmal für Venlos U21 in der Reserverunde.

### Rückkehr nach München
Im Sommer 2020 wurde der Vertrag mit Venlo aufgelöst. Neudecker kehrte in seine „private sowie sportliche Heimat“ zurück und schloss sich erneut dem TSV 1860 München an, der mittlerweile in der 3. Liga spielte. Hier etablierte er sich als Stammspieler und verpasste zweimal knapp die Aufstiegsränge.

### Wechsel nach Saarbrücken
Im Sommer 2022 wechselte er ligaintern zum 1. FC Saarbrücken. Auch hier verpasste er knapp den Aufstieg in seiner ersten Saison. Dabei kam Neudecker zu 35 Ligaeinsätzen und erzielte 6 Tore. 

## Neben der aktiven Karriere
Seit 2020 betreibt Neudecker zusammen mit seinem Bruder und einem Freund das Kick & Fun Fußballcamp.